# Lance Nolley
Lance Nolley est un artiste de layout et scénariste pour l'animation, ayant travaillé pour les studios Disney et Hanna-Barbera Productions.

## Filmographie

### Comme artiste de layout
- 1945 : Tiger Trouble
- 1945 : African Diary
- 1945 : Californy 'er Bust
- 1946 : La Boîte à musique
- 1948 : Pecos Bill
- 1948 : Mélodie Cocktail
- 1949 : Le Crapaud et le Maître d'école
- 1950 : Cendrillon
- 1951 : Plutopia
- 1951 : Alice au pays des merveilles
- 1951 : Pluto et le Raton laveur
- 1951 : Le Chat, le Chien et la Dinde
- 1952 : La Fête de Pluto
- 1953 : Peter Pan
- 1953 : Mickey à la plage
- 1954 : Donald visite le Grand Canyon
- 1955 : La Belle et le Clochard
- 1956 : How to Have an Accident in the Home
- 1957 : Disneyland, 1 épisode
- 1958 : The Legend of Sleepy Hollow (1958)
- 1958 : Roquet belles oreilles (The Huckleberry Hound Show) (plusieurs épisodes entre 1959-1962)
- 1959 : Quick Draw McGraw
- 1961 : Yogi l'ours (The Yogi Bear Show)(plusieurs épisodes)
- 1957 : The Secret Squirrel Show (1965)
- 1962-1965 : Les Pierrafeu (3 épisodes)
- 1966 : The Man Called Flintstone
- 1967 : Birdman and the Galaxy Trio (plusieurs épisodes)
- 1968 : The Adventures of Gulliver (1 épisode)
- 1969 : Pattaclop Pénélope (The Perils of Penelope Pitstop) (plusieurs épisodes)
- 1977 : Scooby's All Star Laff-A-Lympics

### Comme scénariste
- 1947 : Coquin de printemps
- 1953 : Football Now and Then
- 1958 : Paul Bunyan
- 1961 : The Saga of Windwagon Smith
- 1961 : The Litterbug
- 1961 : Disneyland, (2 épisodes)
- 1980 : Mickey Mouse Disco

### Autres postes
- 1940 : Fantasia pour la séquence la Symphonie pastorale, directeur artistique
- 1941 : Le Dragon récalcitrant, directeur artistique